# Municipalità regionale della contea di Charlevoix
La municipalità regionale di contea di Charlevoix è una municipalità regionale di contea del Canada, localizzata nella provincia del Québec, nella regione di Capitale-Nationale.
Il suo capoluogo è Baie-Saint-Paul.

## Città principali
- Baie-Saint-Paul
- L'Isle-aux-Coudres
- Les Éboulements
- Petite-Rivière-Saint-François